# Pietradefusi
Pietradefusi ist eine Gemeinde mit 1918 Einwohnern (Stand 31. Dezember 2023) in der Provinz Avellino, Region Kampanien.

## Geografie
Die Nachbarorte von Pietradefusi sind Calvi (BN), Montefusco, Montemiletto, San Nazzaro (BN), Torre Le Nocelle und Venticano.

## Bevölkerungsentwicklung
Pietradefusi zählt 1036 Privathaushalte. Zwischen 1991 und 2001 fiel die Einwohnerzahl von 2774 auf 2551. Dies entspricht einer prozentualen Abnahme von 8,0 %.

## Persönlichkeiten
- Niccolò Coscia (1682–1755), Geistlicher, Bischof und Kardinal